# Telaranea bischleriana
Telaranea bischleriana är en bladmossart som beskrevs av Tamás Pócs. Telaranea bischleriana ingår i släktet Telaranea och familjen Lepidoziaceae. Inga underarter finns listade i Catalogue of Life.